# ECHL 2013/14
Die Saison 2013/14 war die 26. reguläre Saison der ECHL. Die Saison begann mit 22 Teams, da aber die San Francisco Bulls während der Spielzeit die Auflösung des Franchises bekannt gaben, musste der Spielplan neu strukturiert werden, sodass einige Mannschaften in der regulären Saison nur 71 Begegnungen bestritten, anstatt 72. Das punktbeste Team der regulären Saison waren die Alaska Aces, welche sich auch in der Playoff-Finalserie gegen die Cincinnati Cyclones durchsetzten und zum dritten Mal den Kelly Cup gewannen.

## Teamänderungen
Folgende Änderungen wurden vor Beginn der Saison vorgenommen:
- Die Trenton Titans stellten nach der Saison 2012/13 den Spielbetrieb mit sofortiger Wirkung ein.
- Die San Francisco Bulls gaben im Januar 2014 die Auflösung des Franchises bekannt; als Grund wurde die gescheiterte Suche nach einem neuen Eigentümer angeführt.[2]

## Franchises der Saison 2013/14

### Western Conference
| Pacific Division    |                          |                              |
| Bakersfield Condors | Bakersfield, Kalifornien | Rabobank Arena               |
| Las Vegas Wranglers | Las Vegas, Nevada        | Orleans Arena                |
| Ontario Reign       | Ontario, Kalifornien     | Citizens Business Bank Arena |
| Stockton Thunder    | Stockton, Kalifornien    | Stockton Arena               |
| Mountain Division   |                          |                              |
| Alaska Aces         | Anchorage, Alaska        | Sullivan Arena               |
| Colorado Eagles     | Loveland, Colorado       | Budweiser Events Center      |
| Idaho Steelheads    | Boise, Idaho             | CenturyLink Arena            |
| Utah Grizzlies      | West Valley City, Utah   | Maverik Center               |

### Eastern Conference
| Atlantic Division        |                                  |                                    |
| Elmira Jackals           | Elmira, New York                 | First Arena                        |
| Reading Royals           | Reading, Pennsylvania            | Sovereign Center                   |
| Wheeling Nailers         | Wheeling, West Virginia          | WesBanco Arena                     |
| North Division           |                                  |                                    |
| Cincinnati Cyclones      | Cincinnati, Ohio                 | US Bank Arena                      |
| Evansville IceMen        | Evansville, Indiana              | Ford Center                        |
| Fort Wayne Komets        | Fort Wayne, Indiana              | Allen County War Memorial Coliseum |
| Kalamazoo Wings          | Kalamazoo, Michigan              | Wings Stadium                      |
| Toledo Walleye           | Toledo, Ohio                     | Huntington Center                  |
| South Division           |                                  |                                    |
| Florida Everblades       | Estero, Florida                  | Germain Arena                      |
| Greenville Road Warriors | Greenville, South Carolina       | BI-LO Center                       |
| Gwinnett Gladiators      | Duluth, Georgia                  | Arena at Gwinnett Center           |
| Orlando Solar Bears      | Orlando, Florida                 | Amway Center                       |
| South Carolina Stingrays | North Charleston, South Carolina | North Charleston Coliseum          |

## Reguläre Saison

### Abschlusstabellen
Abkürzungen: GP = Spiele, W = Siege, L = Niederlagen, OTL = Niederlage nach Overtime, SOL = Niederlage nach Shootout, GF = Erzielte Tore, GA = Gegentore, Pts = Punkte

Erläuterungen: In Klammern befindet sich die Platzierung innerhalb der Conference; Playoff-Qualifikation, Division-Sieger, Conference-Sieger

#### Eastern Conference
| Atlantic Division | GP | W  | L  | OTL | SOL | GF  | GA  | Pts |
| ----------------- | -- | -- | -- | --- | --- | --- | --- | --- |
| Reading Royals    | 72 | 46 | 22 | 2   | 2   | 229 | 182 | 96  |
| Wheeling Nailers  | 72 | 39 | 27 | 1   | 5   | 216 | 196 | 84  |
| Elmira Jackals    | 72 | 24 | 40 | 3   | 5   | 176 | 252 | 56  |

| North Division      | GP | W  | L  | OTL | SOL | GF  | GA  | Pts |
| ------------------- | -- | -- | -- | --- | --- | --- | --- | --- |
| Kalamazoo Wings     | 72 | 42 | 22 | 3   | 5   | 224 | 197 | 92  |
| Cincinnati Cyclones | 72 | 41 | 23 | 4   | 4   | 247 | 204 | 90  |
| Fort Wayne Komets   | 72 | 36 | 24 | 7   | 5   | 215 | 215 | 84  |
| Evansville IceMen   | 72 | 31 | 30 | 4   | 7   | 226 | 237 | 73  |
| Toledo Walleye      | 72 | 21 | 44 | 4   | 3   | 193 | 268 | 49  |

| South Division           | GP | W  | L  | OTL | SOL | GF  | GA  | Pts |
| ------------------------ | -- | -- | -- | --- | --- | --- | --- | --- |
| South Carolina Stingrays | 72 | 43 | 23 | 2   | 4   | 197 | 173 | 92  |
| Orlando Solar Bears      | 72 | 43 | 24 | 2   | 3   | 225 | 219 | 91  |
| Greenville Road Warriors | 72 | 39 | 27 | 2   | 4   | 220 | 208 | 84  |
| Florida Everblades       | 72 | 37 | 27 | 3   | 5   | 240 | 222 | 82  |
| Gwinnett Gladiators      | 72 | 29 | 38 | 3   | 2   | 203 | 227 | 63  |

#### Western Conference
| Mountain Division | GP | W  | L  | OTL | SOL | GF  | GA  | Pts |
| ----------------- | -- | -- | -- | --- | --- | --- | --- | --- |
| Alaska Aces       | 71 | 45 | 19 | 3   | 4   | 243 | 164 | 97  |
| Utah Grizzlies    | 71 | 38 | 24 | 3   | 6   | 187 | 173 | 85  |
| Idaho Steelheads  | 72 | 39 | 26 | 3   | 4   | 223 | 212 | 85  |
| Colorado Eagles   | 71 | 33 | 26 | 7   | 5   | 211 | 218 | 78  |

| Pacific Division    | GP | W  | L  | OTL | SOL | GF  | GA  | Pts |
| ------------------- | -- | -- | -- | --- | --- | --- | --- | --- |
| Ontario Reign       | 71 | 44 | 20 | 3   | 4   | 215 | 191 | 95  |
| Bakersfield Condors | 72 | 36 | 30 | 2   | 4   | 197 | 202 | 78  |
| Stockton Thunder    | 72 | 33 | 31 | 2   | 6   | 224 | 235 | 74  |
| Las Vegas Wranglers | 72 | 20 | 44 | 4   | 4   | 174 | 248 | 48  |

### Beste Scorer
Abkürzungen: GP = Spiele, G = Tore, A = Assists, Pts = Punkte, PIM = Strafminuten, Fett:  Bestwert
| Spieler          | Team                     | GP | G  | A  | Pts | PIM |
| ---------------- | ------------------------ | -- | -- | -- | --- | --- |
| Brandon Marino   | Fort Wayne Komets        | 72 | 30 | 58 | 88  | 28  |
| Peter Sivák      | Alaska Aces              | 67 | 31 | 52 | 83  | 10  |
| Mickey Lang      | Fort Wayne / Orlando     | 61 | 44 | 33 | 77  | 43  |
| Nick Mazzolini   | Alaska Aces              | 69 | 25 | 47 | 72  | 38  |
| Andrew Rowe      | Greenville Road Warriors | 64 | 31 | 35 | 66  | 22  |
| Kyle Ostrow      | Colorado Eagles          | 64 | 28 | 38 | 66  | 58  |
| Trent Daavettila | Colorado Eagles          | 63 | 22 | 44 | 66  | 36  |
| Joey Martin      | Stockton Thunder         | 65 | 21 | 45 | 66  | 22  |
| Peter Boyd       | South Carolina Stingrays | 63 | 25 | 38 | 63  | 37  |
| Kevin Ulanski    | Colorado Eagles          | 69 | 23 | 40 | 63  | 35  |

### Beste Torhüter

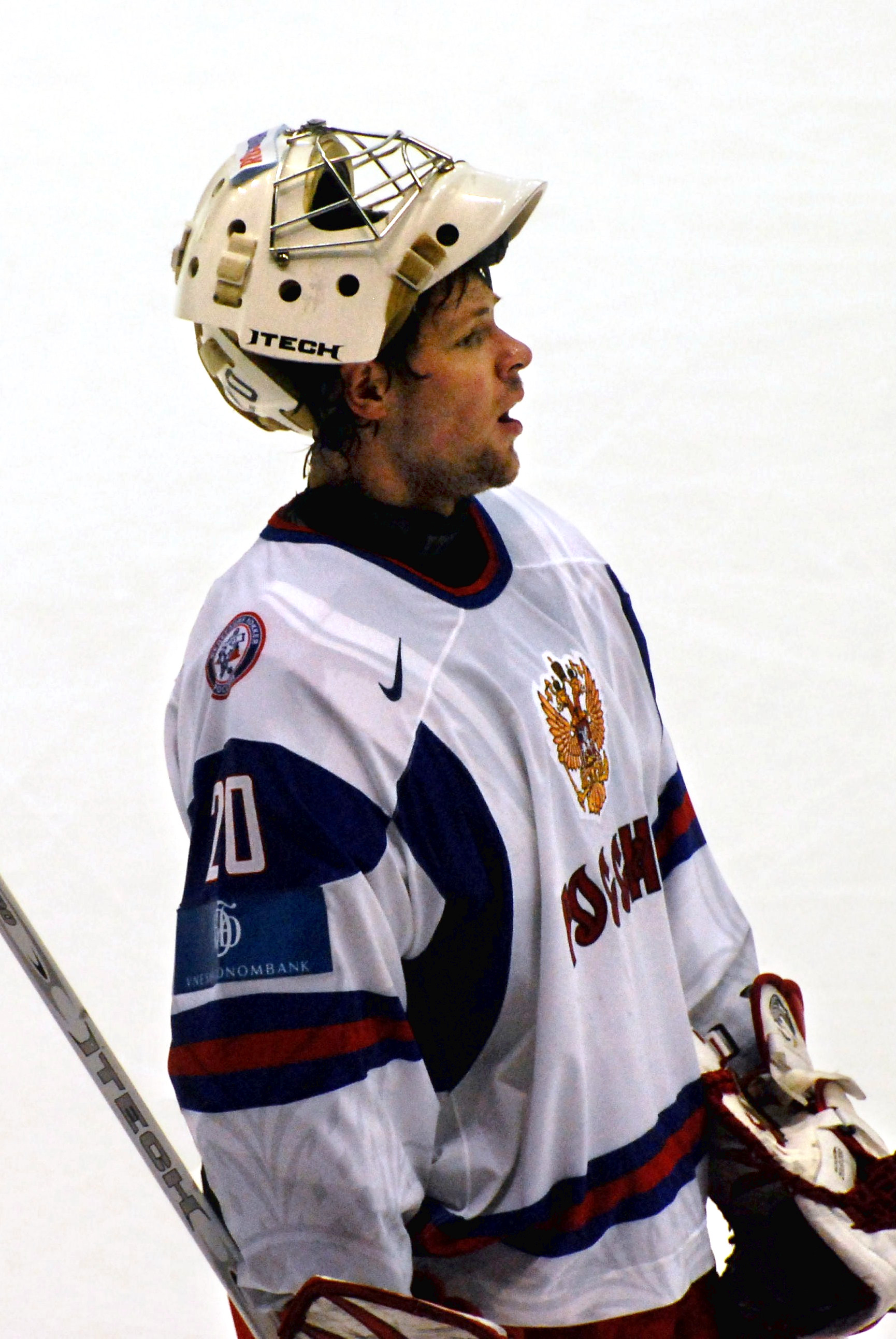
Igor Bobkow

Abkürzungen: GP = Spiele; TOI = Eiszeit (in Minuten); W = Siege; L = Niederlagen; OTL = Overtime/Shootout-Niederlagen; GA = Gegentore; SO = Shutouts; GAA = Gegentorschnitt; Sv% = gehaltene Schüsse (in %); Fett: Saisonbestwert
| Spieler            | Team                     | GP | TOI  | W  | L  | OTL | GA | SO | GAA  | Sv%  |
| ------------------ | ------------------------ | -- | ---- | -- | -- | --- | -- | -- | ---- | ---- |
| Laurent Brossoit   | Alaska / Bakersfield     | 38 | 2205 | 27 | 9  | 2   | 76 | 8  | 2,01 | 92,6 |
| Igor Bobkow        | Utah Grizzlies           | 29 | 1768 | 17 | 8  | 4   | 59 | 2  | 2,04 | 92,1 |
| Michael Hutchinson | Ontario Reign            | 28 | 1671 | 22 | 4  | 2   | 58 | 3  | 2,08 | 92,1 |
| Aaron Dell         | Utah Grizzlies           | 29 | 1735 | 19 | 7  | 3   | 62 | 2  | 2,14 | 92,0 |
| Jeff Jakaitis      | South Carolina Stingrays | 40 | 2391 | 25 | 12 | 3   | 86 | 3  | 2,16 | 92,4 |

## Kelly-Cup-Playoffs

### Playoff-Baum
|  | Conference Viertelfinale | Conference Viertelfinale | Conference Viertelfinale |                     |                         | Conference Halbfinale | Conference Halbfinale | Conference Halbfinale |  |  | Conference-Finale | Conference-Finale | Conference-Finale |  |  | Kelly-Cup-Finale | Kelly-Cup-Finale | Kelly-Cup-Finale |
|  |                          |                          |                          |                     |                         |                       |                       |                       |  |  |                   |                   |                   |  |  |                  |                  |                  |
|  | E1                       | Reading Royals           | 1                        |                     |                         |                       |                       |                       |  |  |                   |                   |                   |  |  |                  |                  |                  |
|  | E8                       | Fort Wayne Komets        | 4                        |                     |                         |                       |                       |                       |  |  |                   |                   |                   |  |  |                  |                  |                  |
|  | E8                       | Fort Wayne Komets        | 4                        | E8                  | Fort Wayne Komets       | 2                     |                       |                       |  |  |                   |                   |                   |  |  |                  |                  |                  |
|  |                          |                          |                          | E8                  | Fort Wayne Komets       | 2                     |                       |                       |  |  |                   |                   |                   |  |  |                  |                  |                  |
|  |                          |                          | E5                       | Cincinnati Cyclones | 4                       |                       |                       |                       |  |  |                   |                   |                   |  |  |                  |                  |                  |
|  | E4                       | Orlando Solar Bears      | E5                       | Cincinnati Cyclones | 4                       | 2                     |                       |                       |  |  |                   |                   |                   |  |  |                  |                  |                  |
|  | E4                       | Orlando Solar Bears      |                          |                     |                         | 2                     |                       |                       |  |  |                   |                   |                   |  |  |                  |                  |                  |
|  | E5                       | Cincinnati Cyclones      | 4                        |                     |                         |                       |                       |                       |  |  |                   |                   |                   |  |  |                  |                  |                  |
|  | E5                       | Cincinnati Cyclones      | 4                        | E5                  | Cincinnati Cyclones     | 4                     |                       |                       |  |  |                   |                   |                   |  |  |                  |                  |                  |
|  |                          |                          |                          | E5                  | Cincinnati Cyclones     | 4                     |                       |                       |  |  |                   |                   |                   |  |  |                  |                  |                  |
|  |                          | E7                       | Greenville Road Warriors | 2                   |                         |                       |                       |                       |  |  |                   |                   |                   |  |  |                  |                  |                  |
|  | E2                       | E7                       | Greenville Road Warriors | 2                   | Kalamazoo Wings         | 2                     |                       |                       |  |  |                   |                   |                   |  |  |                  |                  |                  |
|  | E2                       |                          |                          |                     | Kalamazoo Wings         | 2                     |                       |                       |  |  |                   |                   |                   |  |  |                  |                  |                  |
|  | E7                       | Greenville Road Warriors | 4                        |                     |                         |                       |                       |                       |  |  |                   |                   |                   |  |  |                  |                  |                  |
|  | E7                       | Greenville Road Warriors | 4                        | E7                  | Greenvill Road Warriors | 4                     |                       |                       |  |  |                   |                   |                   |  |  |                  |                  |                  |
|  |                          |                          |                          | E7                  | Greenvill Road Warriors | 4                     |                       |                       |  |  |                   |                   |                   |  |  |                  |                  |                  |
|  |                          |                          | E6                       | Wheeling Nailers    | 2                       |                       |                       |                       |  |  |                   |                   |                   |  |  |                  |                  |                  |
|  | E3                       | South Carolina Stingrays | E6                       | Wheeling Nailers    | 2                       | 0                     |                       |                       |  |  |                   |                   |                   |  |  |                  |                  |                  |
|  | E3                       | South Carolina Stingrays |                          |                     |                         |                       |                       |                       |  |  |                   |                   |                   |  |  |                  |                  |                  |
|  | E6                       | Wheeling Nailers         | 4                        |                     |                         |                       |                       |                       |  |  |                   |                   |                   |  |  |                  |                  |                  |
|  | E6                       | Wheeling Nailers         | 4                        | E5                  | Cincinnati Cyclones     | 2                     |                       |                       |  |  |                   |                   |                   |  |  |                  |                  |                  |
|  |                          |                          |                          |                     |                         |                       |                       |                       |  |  |                   |                   |                   |  |  |                  |                  |                  |
|  |                          | W1                       | Alaska Aces              | 4                   |                         |                       |                       |                       |  |  |                   |                   |                   |  |  |                  |                  |                  |
|  | W1                       | W1                       | Alaska Aces              | 4                   | Alaska Aces             | 4                     |                       |                       |  |  |                   |                   |                   |  |  |                  |                  |                  |
|  | W1                       |                          |                          |                     | Alaska Aces             | 4                     |                       |                       |  |  |                   |                   |                   |  |  |                  |                  |                  |
|  | W8                       | Las Vegas Wranglers      | 0                        |                     |                         |                       |                       |                       |  |  |                   |                   |                   |  |  |                  |                  |                  |
|  | W8                       | Las Vegas Wranglers      | 0                        | W1                  | Alaska Aces             | 4                     |                       |                       |  |  |                   |                   |                   |  |  |                  |                  |                  |
|  |                          |                          |                          | W1                  | Alaska Aces             | 4                     |                       |                       |  |  |                   |                   |                   |  |  |                  |                  |                  |
|  |                          |                          | W4                       | Idaho Steelheads    | 1                       |                       |                       |                       |  |  |                   |                   |                   |  |  |                  |                  |                  |
|  | W4                       | Idaho Steelheads         | W4                       | Idaho Steelheads    | 1                       | 4                     |                       |                       |  |  |                   |                   |                   |  |  |                  |                  |                  |
|  | W4                       | Idaho Steelheads         |                          |                     |                         | 4                     |                       |                       |  |  |                   |                   |                   |  |  |                  |                  |                  |
|  | W5                       | Colorado Eagles          | 2                        |                     |                         |                       |                       |                       |  |  |                   |                   |                   |  |  |                  |                  |                  |
|  | W5                       | Colorado Eagles          | 2                        | W1                  | Alaska Aces             | 4                     |                       |                       |  |  |                   |                   |                   |  |  |                  |                  |                  |
|  |                          |                          |                          | W1                  | Alaska Aces             | 4                     |                       |                       |  |  |                   |                   |                   |  |  |                  |                  |                  |
|  |                          | W6                       | Bakersfield Condors      | 2                   |                         |                       |                       |                       |  |  |                   |                   |                   |  |  |                  |                  |                  |
|  | W2                       | W6                       | Bakersfield Condors      | 2                   | Ontario Reign           | 0                     |                       |                       |  |  |                   |                   |                   |  |  |                  |                  |                  |
|  | W2                       |                          |                          |                     |                         |                       |                       |                       |  |  |                   |                   |                   |  |  |                  |                  |                  |
|  | W7                       | Stockton Thunder         | 4                        |                     |                         |                       |                       |                       |  |  |                   |                   |                   |  |  |                  |                  |                  |
|  | W7                       | Stockton Thunder         | 4                        | W7                  | Stockton Thunder        | 1                     |                       |                       |  |  |                   |                   |                   |  |  |                  |                  |                  |
|  |                          |                          |                          | W7                  | Stockton Thunder        | 1                     |                       |                       |  |  |                   |                   |                   |  |  |                  |                  |                  |
|  |                          |                          | W6                       | Bakersfield Condors | 4                       |                       |                       |                       |  |  |                   |                   |                   |  |  |                  |                  |                  |
|  | W3                       | Utah Grizzlies           | W6                       | Bakersfield Condors | 4                       | 1                     |                       |                       |  |  |                   |                   |                   |  |  |                  |                  |                  |
|  | W3                       | Utah Grizzlies           |                          |                     |                         |                       |                       |                       |  |  |                   |                   |                   |  |  |                  |                  |                  |
|  | W6                       | Bakersfield Condors      | 4                        |                     |                         |                       |                       |                       |  |  |                   |                   |                   |  |  |                  |                  |                  |

### Kelly-Cup-Sieger
| Kelly-Cup-Sieger Alaska Aces | Torhüter: Gerald Coleman, Olivier Roy Verteidiger: Sean Curry, Zach Davies, Kane Lafranchise, Drew MacKenzie, James Martin, Zach McKelvie, John Ramage, Brad Richard, Corey Syvret Angreifer: Alex Belzile, Brendan Connolly, Turner Elson, Brett Findlay, Nick Mazzolini, Tom Mele, Jordan Morrison, Tyler Mosienko, Ross Ring-Jarvi, Peter Sivák, Andy Taranto, Evan Trupp Cheftrainer: Rob Murray Assistenztrainer: Louis Mass |

## Vergebene Trophäen
| Auszeichnung                                                                   | Spieler             | Team                     |
| ------------------------------------------------------------------------------ | ------------------- | ------------------------ |
| John Brophy Award Bester Trainer                                               | Spencer Carbery     | South Carolina Stingrays |
| ECHL Most Valuable Player Bester Spieler der regulären Saison                  | Mickey Lang         | Fort Wayne / Orlando     |
| Kelly Cup Playoffs Most Valuable Player Bester Spieler der Playoffs            | Rob Madore          | Cincinnati Cyclones      |
| ECHL Rookie of the Year Bester Rookie der regulären Saison                     | William Rapuzzi     | Idaho Steelheads         |
| ECHL Goaltender of the Year Bester Torwart der regulären Saison                | Jeff Jakaitis       | South Carolina Stingrays |
| ECHL Defenseman of the Year Bester Verteidiger der regulären Saison            | Matthew Register    | Ontario Reign            |
| ECHL Leading Scorer Bester Scorer der regulären Saison                         | Brandon Marino      | Fort Wayne Komets        |
| ECHL Plus Performer Award Spieler mit der besten Plus/Minus-Bilanz             | Peter Sivák         | Alaska Aces              |
| ECHL Sportsmanship Award Hoher sportlicher Standard und vorbildliches Benehmen | Peter Sivák         | Alaska Aces              |
| Kelly Cup Gewinner der ECHL-Playoffs                                           | Alaska Aces         | Alaska Aces              |
| Henry Brabham Cup Bestes Team der regulären Saison                             | Alaska Aces         | Alaska Aces              |
| E. A. „Bud“ Gingher Memorial Trophy Bestes Team der Eastern Conference         | Cincinnati Cyclones | Cincinnati Cyclones      |
| Bruce Taylor Trophy Bestes Team der Western Conference                         | Alaska Aces         | Alaska Aces              |

### All-Star-Teams
| First All-Star Team | First All-Star Team                          |
| ------------------- | -------------------------------------------- |
| Angriff:            | Peter Sivák − / Mickey Lang − Brandon Marino |
| Verteidigung:       | Matt Register − Sam Ftorek                   |
| Tor:                | Jeff Jakaitis                                |

| Second All-Star Team | Second All-Star Team                         |
| -------------------- | -------------------------------------------- |
| Angriff:             | Andrew Rowe − Trent Daavettila − Kyle Ostrow |
| Verteidigung:        | Elgin Reid − Mike Ratchuk                    |
| Tor:                 | / Laurent Brossoit                           |

| All-Rookie Team | All-Rookie Team                                  |
| --------------- | ------------------------------------------------ |
| Angriff:        | William Rapuzzi − Matt Caria − / Jeremy Langlois |
| Verteidigung:   | Brad Richard − Michal Čajkovský                  |
| Tor:            | / Laurent Brossoit                               |